# 蓝头黑鹂
蓝头黑鹂（学名：Euphagus cyanocephalus）为擬黃鸝科锈色黑鹂属下的一个鸟种, 分布于北美洲
。